# خور خان
خور خان یک خور در نزدیکی بردخون در استان بوشهر است. جزیره خان در این خور قرار دارد. این خور بخشی از منطقه حفاظت‌شده مند است.

## نگارخانه

غروب ساحل بردخون
عروس دریایی (خلیج فارس)
برج مرزبانی قدیمی ساحل خور خان